# Замильска, Наталья
Наталья Замильска (известна как Замильска, род. 1989, Заверце, Заверценский повят) — польская писательница, композитор, радиоведущая и продюсер электронной музыки.

## Биография
Наталья Замильска родилась в 1989 году в Заверце. Она окончила Силезский университет в Цешине по специальности «социальная и культурная анимация». Сотрудничала с местным фондом аудиовизуальной культуры «Стрефа Сарей», проводя мастер-классы по созданию электронной музыки и работая в Galeria Szarej. После университета она переехала в Катовице, где сосредоточилась на создании музыки. В 2014 году она переехала в Варшаву.
В 2014 году она дебютировала с альбомом Untune, занявшим 12 место в ежегодном топ-листе The Quietus. Её музыку использовали на показе мод Dior. Её второй альбом, OST к игре Ruiner, был номинирован в категории «Электронный альбом года» Fryderyki 2017 и на премию Digital Dragons 2018 за лучший саундтрек к игре. Её работы рекомендовали Игги Поп и Nine Inch Nails. В 2019 году она выпустила пластинку Uncovered.
Замильска также спродюсировала Паулину Пшибыш, трек «Dzielne kobiety» («Отважные женщины»), часть альбома «Chodź tu» («Иди сюда»), получившего премию Fryderyk в 2017 году. Замильска создаёт ремиксы, в частности, на Риту Пакс, The Dumplings, Наталью Федорчук, Quebonafide и Марию Пешек.
В 2017—2019 годах вела программу «Ночной транспорт» на национальной радиостанции Czwórka.
В 2016 году она упомянула в интервью Wysokie Obcasy, что у неё есть девушка.

## Дискография
LP
- 2014 — Untune
- 2017 — Официальный саундтрек Ruiner [саундтрек к игре]
- 2019 — Uncovered
- 2023 — День матери [саундтрек к фильму]

EP
- 2016 — UNDONE

Синглы
- 2014 — Quarrel
- 2014 — Quarrel II (Internal Defense)
- 2016 — Closer
- 2018 — Jeśli wiesz co chcę powiedzieć [remixes]; Nosowska & Zamilska
- 2019 — Hollow
- 2020 — Prologue Live
- 2020 — Fragile
- 2022 — Duel 35 Chamber Orchestra
- 2023 — Better Off w/Huskie
- 2023 — Deadfall
- 2024 — No Gods w/Hostia